# Mutter- und Koselieder
Die Mutter- und Kose-Lieder sind das letzte große Werk von Friedrich Fröbel, dem Begründer (eigentlich Stifter) des Kindergartens. Es wendet sich durch Dichtung, Bilder, Erklärungen und Melodien an die einzelnen Familienmitglieder (vor allem Mutter und Kind). Seine Publikation, als allererste Gabe den gegenständlichen Spielmitteln vorgeordnet, soll zum gemeinsamen Anschauen sowie Spielen in der Familie anregen.

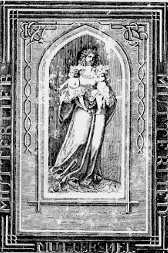
Vorderseite des Buchdeckels, ein kleines Meisterwerk romantischer Buchillustration

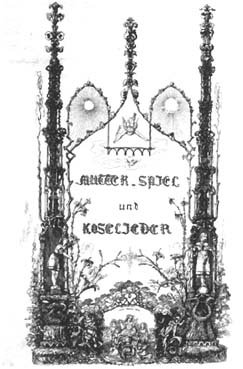
Titelblatt (Innenseite) zu Friedrich Fröbels Mutter- Spiel und Koselieder, Blankenburg 1844

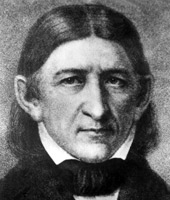
Friedrich Fröbel

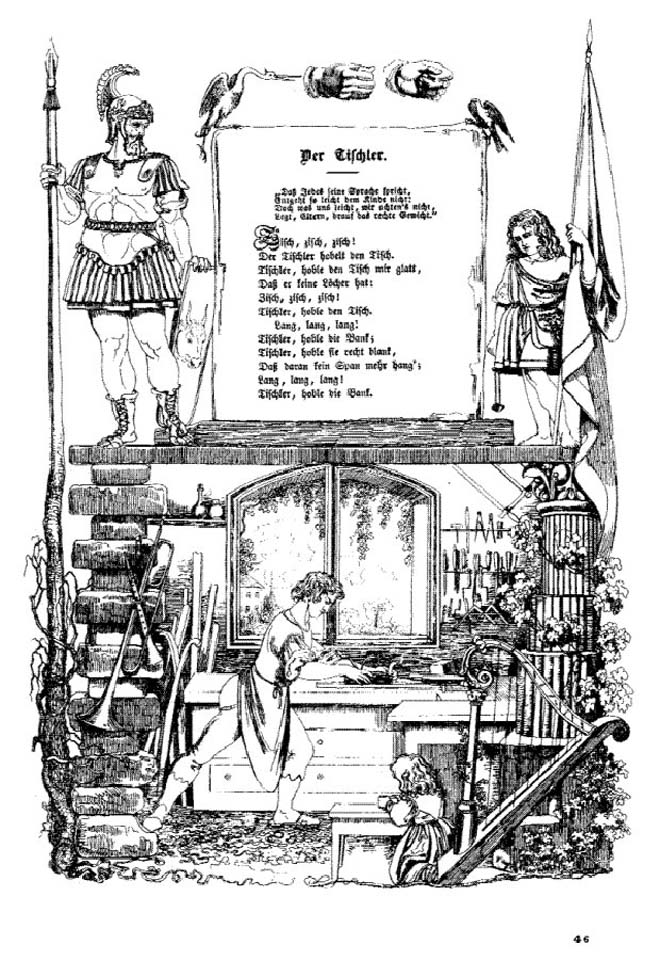
Bildtafel: Der Tischler

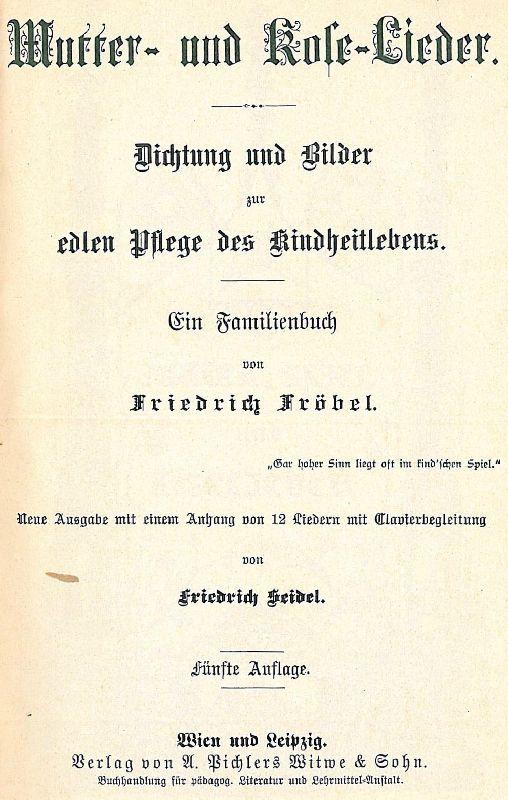
Mutter- und Koselieder. Neue Ausgabe von Friedrich Seidel (5. Auflage), archiviert im Ida-Seele-Archiv

## Zur Entstehung
Friedrich Fröbels Werk erschien nach jahrelangen und zeitraubenden Vorarbeiten 1844 in Blankenburg (heute Bad Blankenburg) unter dem Titel: Kommt, laßt uns unsern Kindern leben! Mutter- und Kose-Lieder. Dichtung und Bilder zur edlen Pflege des Kindheitslebens. Ein Familienbuch von Friedrich Fröbel. 'Gar hoher Sinn liegt im kind'schen 'Spiel.' Mit Randzeichnungen, erklärendem Texte und Singweisen. Blankenburg bei Rudolstadt, die Anstalt zur Pflege des Beschäftigungstriebes der Kindheit und Jugend. Nach Bertha von Marenholtz-Bülow soll Fröbel über sein Werk gesagt haben:
Ich habe darin das Wichtigste meiner Erziehungsweise niedergelegt; es ist der Ausgangspunkt für eine naturgemäße Erziehung der ersten Lebensjahre, denn es zeigt den Weg, wie die Keimpunkte der menschlichen Anlagen gepflegt und unterstützt werden müssen, wenn sie sich gesund und vollständig entwickeln sollen.
Die Anregung zu seinen Mutter- und Kose-Lieder erhielt Fröbel von einer jungen Bäuerin, die ihr kleines Kind den Hühnern und Tauben im Hof zuwinken ließ:
„‚Wink dem Hühnchen - wink dem Täubchen‘ war das erste Spielchen, das Fröbel aufschrieb. Daran schlossen sich andere, die er aus der spontanen Eingebung junger Mütter auffing.“.
Nach dem Tode seiner ersten Frau Wilhelmine Henriette, im Jahre 1839, verband den Begründer des Kindergartens mit seiner Verwandtschaft mütterlicherseits, der Muhme Schmidt, ein enger und reger Briefverkehr. In letztgenannter sah er die erste Mutter, die seine Gedanken zur Kleinkindererziehung in ihrer eigenen Familie umsetzte. Aus dieser Beziehung erwuchs seine Idee zu seinem Werk der Mutter- und Koselieder.
Anfänglich kostete die aufwändig gestaltete Publikation 12 Taler. Da jedoch der Verkauf äußerst schleppend voranging, setzte Friedrich Fröbel den Preis auf 3½ Taler herunter.

## Struktur und Intention
Mit seinem romantisch-philosophischen Familienbuch hatte der Pädagoge versucht, das unvollendet gebliebene Unternehmen seines Lehrers Pestalozzi, ein 'Buch der Mütter' zu schreiben, auf seine Art und Weise zu vollenden. Er bemängelte am Buch der Mütter, dass dieses zu wenig lebendig, natürlich und unkindlich sei. Der Stifter des Kindergartens griff aber nicht nur auf Pestalozzi zurück, er erbat und erhielt in seinem Briefwechsel, vor allem mit Frauen, immer wieder Hinweise und Nachrichten über die praktische Arbeit mit seinem Buch (und seinen Spielgaben) im Leben der Familie. Er wollte damit den Müttern – in der Lebensperiode des Kindes ‚in den Armen und auf dem Schosse der Mutter‘ – die Bedeutung und Verantwortung, die in der Mutterschaft und Erziehung liegen, verdeutlichen, und ihnen gleichzeitig Hilfen bei der Heranbildung ihres Kleinkindes an die Hand geben (also einen Erziehungsratgeber). Dies war nach Ansicht Friedrich Fröbels notwendig, da mütterliche Liebe und Mutterinstinkt allein nicht ausreichen, wenn sich alle menschlichen Anlagen gesund und vollständig entwickeln sollen. Er schrieb:
Ich habe in diesem Buche das Wichtigste meiner Erziehungsweise niedergelegt; es ist der Ausgangspunkt für eine naturgemäße Erziehung, denn es zeigt den Weg, wie die Keimpunkte der menschlichen Anlagen gepflegt und unterstützt werden müssen, wenn sie sich gesund und vollständig entwickeln sollen.
Die Mutter- und Koselieder enthalten zahlreiche Illustrationen (Bildtafeln). Sie spiegeln das Familienleben von damals sowie die ländliche Lebenswirklichkeit von Keilhau und Blankenburg, und damit auch die Welt der Kinder dieser Zeit:
Auf der Grundlage umfassender Kenntnisse und mit der ihm eigenen Sensibilität schildert Fröbel die Entwicklungsbesonderheiten von Säuglingen und Kleinkindern: ihre lebhafte Empfänglichkeit, ihre Kontaktfreude und ihr Bedürfnis nach Tätigkeit und Nachahmung.
Die Mutter soll dem Kind beim Singen und Spielen die Gegenstände benennen und zeigen und ihm helfen, den Zugang zur Umwelt zu erschließen. Als Hauptweg empfahl der Pädagoge die Verbindung von Finger-, Hand- und Strampelspielen mit der Betrachtung der betreffenden Bilder und den erklärenden Worten bzw. dem Gesang der Mutter. Dabei hatte er die Lieder und Spiele unter dem pädagogischen und psychologischen Aspekt der Erziehung des Kleinkindes angeordnet - von den ersten Bewegungen über die einzelnen Stufen der Entwicklung bis zum Vermögen, schon kleine Zeichnungen anzufertigen; die pädagogische Idee des Buches schreitet also vom 'Strampfelbein' zum 'kleinen Zeichner' fort.
Das großformatige Familienbuch gliedert sich in drei Abschnitte. Der erste Teil besteht aus sieben Mutter- und Koselieder, die die emotionale Zuwendung und Bindung der Mutter zum Kind fördern sollen. Es handelt sich um folgende Mutter und Koselieder:
- Empfindungen der Mutter beim Anschauen ihres erstgeborenen Kindes
- Die Mutter im Gefühl ihrer Lebenseinigung mit dem Kinde
- Die Mutter seelig im Beschauen ihres Kindes
- Die Mutter beim Spielen mit ihrem Kinde
- Die Mutter im Anschauen ihres sich entwickelnden Kindes
- Die Mutter und das Kind, wenn es auf ihrem Schoße steht und in ihrem Arme ruht
- Das Kind an der Mutter Brust

Der zweite Abschnitt ist der eigentliche Mittelpunkt des Werkes, der zugleich auch als Bilderbuch dient. Hier wird Fröbels Intention deutlich sichtbar. Er will die Mütter anregen, in Lebenseinigung mit ihrem Kind dieses zu einer sinnvollen Lebensgestaltung zu führen.
Er besteht aus insgesamt 50 Spiel-Lieder, die die Entwicklung von Fähigkeiten im sensorischen, motorischen, kognitiven, sozial-emotionalen und kreativen Bereich, sowie eine erste Einführung in das Erkenntnis- und Gewerbsleben fördern sollen. Den Spielliedern, die durch Bewegungen der Hand bzw. Finger gestaltet werden, ist jeweils ein gereimtes Motto vorangestellt und jedes Lied ist von einer reich erzählenden Rahmenzeichnung eingefasst. Die Bildtafeln, die dem Kind erlebnishaft-ahnende gegenwärtige welthafte Bezüge beschreiben, sollen die Mutter anregen, die in den einzelnen Liedern angesprochenen Motive in eigenen kleinen Erzählungen aufzugreifen, zu gestalten und zu vertiefen. Ihre liebevolle Zuwendung regt das Kind zum Mitvollziehen der Fingerspiele an. Hier eine Auswahl von Spielliedern:
- Strampfelbein
- Bautz! da fällt mein Kindchen nieder
- Hähnchen auf dem Thurme
- Täubchenwinken
- Patsche=Kuchen
- Vogelnest
- Blumenkörbchen
- Taubenhaus
- Mutter lieb und gut
- Der Wolf
- Das Fenster
- Der Zimmermann
- Der Tischler
- Kindchen versteck dich!
- Guckguck!
- Der Kaufmann und das Mädchen
- Der Kaufmann und der Knabe
- Versteckspiel
- Kirchenthür
- Der kleine Zeichner etc.

Durch die zu den einzelnen Tafeln dargestellten Bildszenen wird das „Familienbuch“ zum Bilderbuch.
Ein kompakter Anhang (mit ausführlichen Prosatext, der die einzelnen Hauptseiten sehr breit kommentiert) beschließt das Fröbelsche Alterswerk. Der Anhang gibt der Mutter Anregungen für mögliche Kindergeschichten, Spielvorschläge sowie theoretische pädagogische (symbolische) Erläuterungen als auch didaktische Hinweise. Zugleich wird der erziehungsphilosophische Hintergrund Friedrich Fröbels .. beleuchtet. Der Anhang gliedert sich in folgende fünf Überschriften:
- Erklärung des Titelblattes
- Andeutungen zu den Mutter= und Koseliedern
- Blick auf die Mutter, versunken im Anschauen ihres Kindes
- Erläuterungen zu den Randzeichnungen sowie Spielliedern
- Erklärung der Umschlagzeichnungen

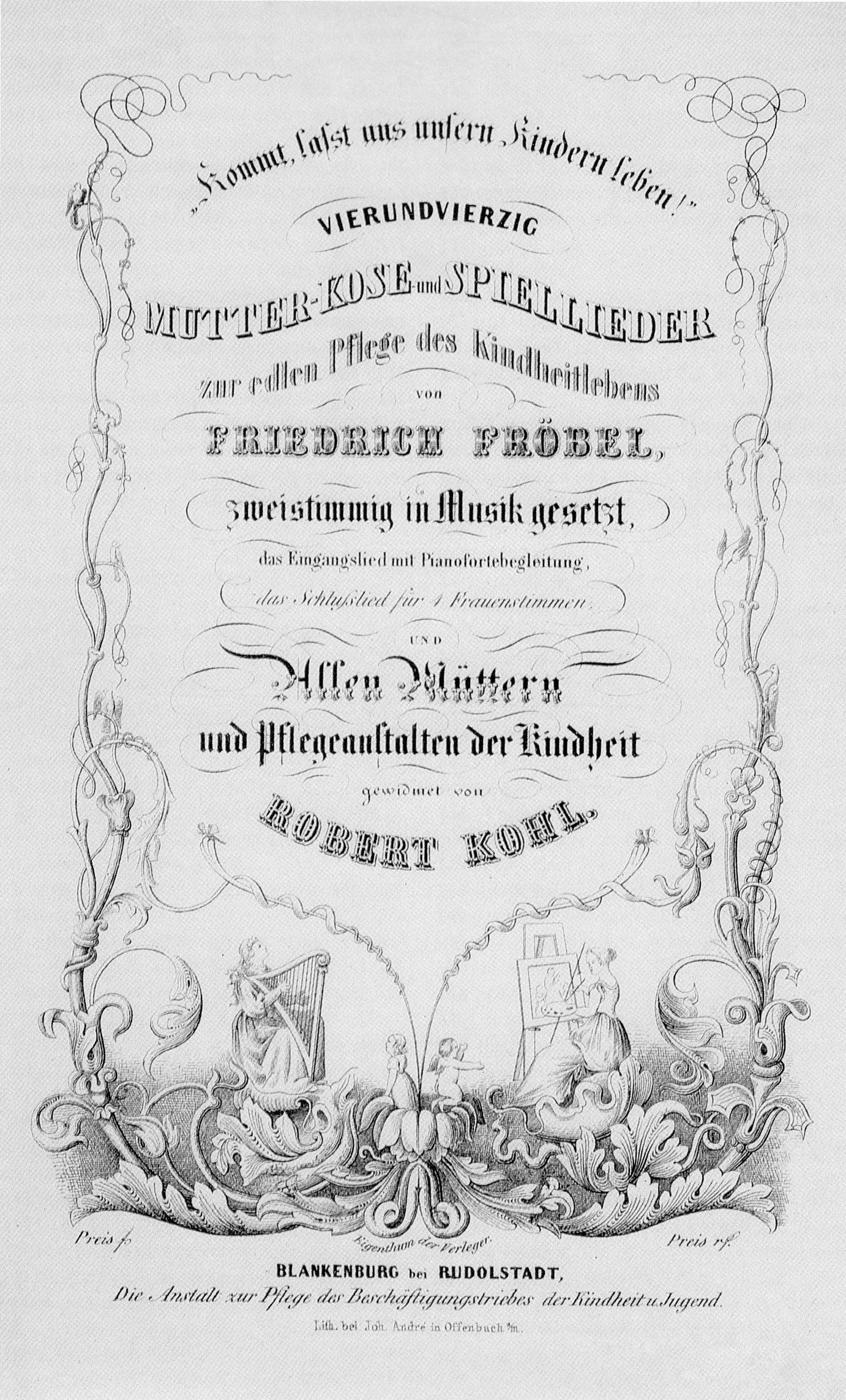
Notenbeigabe zu den Mutter- und Kose-Liedern

Die Illustrationen zu dem Familienbuch stammen von dem dem Kreis der Nazarener nahestehendem Künstler Friedrich Unger (1811–1858), der Zeichenlehrer an der Fröbel'schen Erziehungsanstalt in Keilhau war:
Von der romantischen Malerschule unter Peter von Cornelius und Friedrich Overbeck beeinflußt, hat er manche realistische Szene romantisch verklärt; mit dem ersten Titelblatt …, schuf er zugleich ein kleines Meisterwerk romantische Buchillustration. Mit seiner sich in den Zeichnungen widerspiegelnden Naturauffassung kam Unger Fröbel besonders entgegen, dessen Naturverbundenheit sich seit frühester Jugend auf seine pädagogische Arbeit auswirkte. Mit der Verwendung von Motiven aus dem Schwarzatal …, und aus der Umgebung von Bad Blankenburg …, hat sich Unger bleibende Verdienste als Chronist erworben.
Wenige Wochen vor der Herausgabe der Mutter- und Koselieder erschien der Notenband mit 44 vertonten Spielliedern, zweistimmig in Musik gesetzt von Robert Kohl (1813–1881) als eigenständiges Werk. Der Notenband wurde auch von Friedrich Unger künstlerisch gestaltet. Unger wie Kohl unterrichteten an der von Friedrich Fröbel gegründeten und geleiteten Bildungs- und Erziehungsanstalt in Keilhau, die noch heute als Fröbelschule Keilhau existiert. Ida Seele, die erste Fröbelkindergärtnerin der Welt und von 1843 bis 1844 Leiterin des 1840 von Fröbel in Blankenburg begründeten Kindergarten, schrieb in ihren Erinnerungen:
In dieser Zeit komponierte Herr Kohl die Melodien zu den Mutter- und Koseliedern … meiner Stimme anpassend. Ich habe fast jedes einzelne Lied gesungen, ehe es … niedergeschrieben wurde.

## Editionen

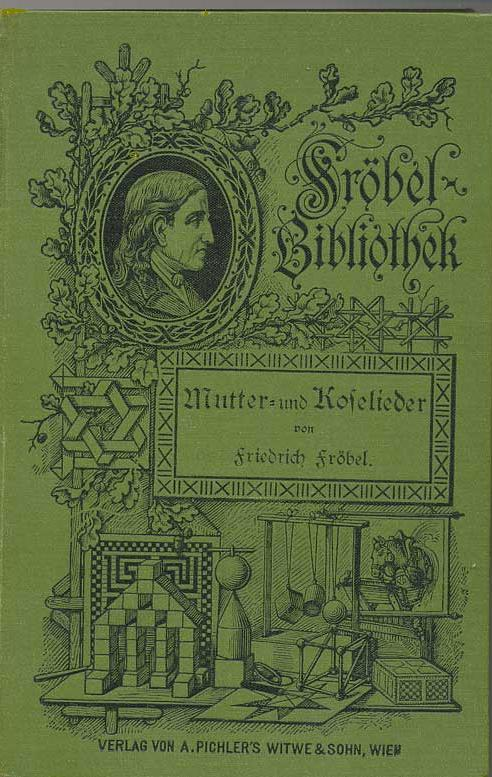
Friedrich Seidel (Hrsg.): Mutter- und Koselieder, Wien/Leipzig 1883

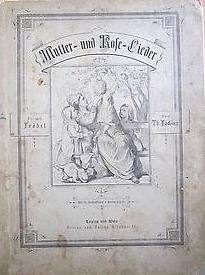
Mutter- und Kose-Lieder, frei bearbeitet von Therese Focking

Obwohl dem Fröbelschen Werk kein sonderlicher Erfolg vergönnt war, fanden sich in der Folgezeit immer wieder Nachfolger, die neue Ausgaben (z. B. Wichard Lange, Friedrich Seidel sowie Johannes Prüfer) oder Bearbeitungen (z. B. Lina Morgenstern, Therese Focking oder Henriette Goldschmidt) vorlegten. Beispielsweise nahm Letztgenannte in ihrer 1904 herausgegebenen Neuauflage der Mutter- und Koselieder bewusst erhebliche Straffungen und Streichungen vor und ersetzte die sphärephilosophische Basis der Fröbelschen Kleinstkindpädagogik durch eine kulturgeschichtliche Umdeutung. Henriette Goldschmidts Neubearbeitung wurde seinerzeit in der renommierten Fachzeitschrift Kindergarten überwiegend positiv bewertet. Anna Pappenheim war der Ansicht:
Wie werden die Freunde Fröbels diese Arbeit aufnehmen? … Wer sich mit Liebe in Fröbel … eingelesen … wird sich schwerlich mit der uns vorliegenden neuen Fassung, in der einem jeden von uns natürlich manches Liebgewordene fehlt oder verkürzt wurde, befreunden, wir werden die alte Fassung trotz ihrer Mängel nie aufgeben können, nicht aus blinder Orthodoxie, wie man uns nachsagen könnte, sondern weil dies Buch mit Fröbels ganzer Persönlichkeit zu eng verknüpft ist; wir lieben es mit allen Schwierigkeiten und Eigentümlichkeiten. Wenn ich mit diesen Worten im Sinne derer zu sprechen glaube, denen die Mutter- und Koselieder ein Freund und Lehrer geworden sind, von denen sie sich nicht trennen möchten, so will ich nun andererseits an die Frage der Verfasserin erinnern: 'Ist das Buch zu einem Familienbuch geworden?' Ich möchte weiter fragen: Wer aus den weiten Kreisen der Volkserziehung fand Zeit und Ruhe und konnte die Geduld daran setzen, sich in dies von feiner Kinderpsychologie durchwehte Werk zu vertiefen? Wir leben im Jahrhundert der Kinderpsychologie, und was weiß man von dem Manne, in dem Diesterweg den 'Entdecker des unbewußten Kindheitslebens' erblickte? Wir kennen diese Vorwürfe, die sich auf schlechte Verse, Weitschweifigkeit, Reflexion und fernliegende Symbolik beziehen, zur Genüge, um zu wissen, daß dies Buch, so wie wir es besitzen, nicht die geeignete Form ist, FRÖBELS Gedanken in die Weite zu tragen. Zu schwierig ist es, die Schale zu lösen, die den köstlichen Kern birgt. - Die Seniorin unseres Kreises, deren Lebensarbeit dem Erziehungswerke FRÖBELS gilt, versucht nun, durch eine ernst durchdachte Auswahl das Eindringen ins Innere bedeutend zu erleichtern, indem sie, soweit es angeht, in biologischer Folge Beispiele aus den Motti, Kinderversen, Bildern und Aufsätzen bietet.
Und Jenny Asch konstatierte über die pietätvolle Neugestaltung der Mutter- und Koselieder durch Henriette Goldschmidt:
Aber gerade weil wir seiner Lehre [Friedrich Fröbels] die größte Verbreitung wünschen, können wir uns nicht der Ansicht verschließen, daß diese seine schwerfällige Sprachweise viele Wohlgesinnte, Pädagogen und Nichtpädagogen, zurückschreckt, und es daher ein besonderes Verdienst ist, Fröbel in diejenigen Kreise einzuführen, die ihn nicht studieren würden, wohl aber von seinen originellen und bedeutungsvollen Schöpfungen über Kindererziehung Kenntnis nehmen möchten … Daher ist diese in so pietätvoller Weise vorgenommene Neubearbeitung dankbar zu begrüßen.
Die Mutter- und Kose-Lieder kamen später auch in Frankreich, England, Japan und Nordamerika auf den Markt.
In jüngster Zeit erschien unter Praxisreihe Fröbelpädagogik. Orientierung für Bildung und Erziehung heute eine verkürzte Neuausgabe des Fröbelschen Werkes. 2011 hat Günter Erning eine Umschrift der vierten Ausgabe von Johannes Prüfer aus dem Jahre 1927 vorgenommen.

## Rezensionen/Kritische Würdigungen
Die Mutter- und Kose-Lieder wurden in Vergangenheit und Gegenwart unterschiedlichst bewertet, wie folgende Auswahl von Beurteilungen belegt. Eine der ersten Rezensionen wurde im März 1844 in Neue Zeitschrift für Musik, herausgegeben von Robert Schumann, Friedrich Wieck und Ludwig Schuncke, veröffentlicht. Diese bezieht sich auf den Notenband der Mutter- und Koselieder:
- Hier gilt es also nicht, einem musikalischen Kunstproducte im höheren Sinne des Wortes, sondern einer Idee das Wort zu reden, welcher die Musik nur als Mittel zum Zweck dient, so wie zunächst dem Dichter und dann dem Componisten einen Dank zu bringen. Beide haben der engen Sphäre der Kinderwelt nichts aufgedrängt, was an jenes Herablassen eines reiferen Geistes zu ihr erinnert, und was sich gleichwohl in den meisten unter dem Namen Kinderlieder veröffentlichten Versen und Sangweisen geltend macht. […] Hier tritt die Musik nicht als die abgeschlossene Kunst zur Idealität gesteigert auf, nicht als erhabene Göttin, deren Thron nur auserwählte Geister nahn'n, die ihren Ruhm verkünden. Sie steigt herab zur Kinderwelt, ein Engel, mild und lieb, mit Scherz und Spiel, und weiht die Kleinen, die ihm gerne lauschen, in ihre Zauber ein[23].

Weitere Rezensionen in Auswahl:
- Leider ist die Ausdrucksweise schwerfällig, wie überhaupt Fröbels Stil sich nicht leicht liest, was in der Überfülle von Ideen, die in ihm auf- und niederwogen, seinen Grund hat … Aber diese hier angedeuteten Mängel sind nebensächlich im Vergleich zu dem reichen Schatz des Guten und Schönen, welchen er in den Mutter- und Koseliedern niedergelegt hat. Ihr Kern ist reines Gold und als Bildungsmittel für die Mutter, sowie als Ausdruck ihrer Gefühle für ihr Kind unübertrefflich[24].
- Trotz aller Schwäche waren die 'Mutter- und Kose-Lieder' ein eigenartig wertvoller Versuch, endlich das 'Buch der Mütter' zu schaffen, mit dem einst Krüsli als ausführende Hand Pestalozzis gescheitert war[25].
- Mit unendlicher Liebe hat sich Fröbel in das Studium des mütterlichen Tuns versenkt. Den Niederschlag finden wir in seinem Mutterbuch, den Mutter-Spiel- und Kose-Liedern … War es schon den Zeitzeugen Fröbels nicht leicht, die 'Goldkörner' im Fröbelschen 'Sprachgeröll' zu finden, so haben wir mit unserer Empfindlichkeit gegen Sentimentalität und Pathos es mit diesem romantisch-philosophischen, lebhaften Ton noch besonders schwer[26].
- Das Familienbuch 'Mutter- und Koselieder' … sollte in einer Geschichte des Bilderbuchs nicht wie bislang übersehen werden, obwohl es zu den eigentlichen Bilderbüchern nicht gezählt werden kann. Die Illustrationen von Friedrich Unger dienen hauptsächlich der Betonung der Intention Fröbels, die Mutter zu einer künstlerischen Improvisation bei Lied und Spiel mit ihrem kleinen Kinde anzuregen. Die Lieder und Verse Fröbels haben die Kinderliteratur kaum bereichern können, aber seine erzieherischen Bemühungen um die Aufgabe der Eltern, ihr Kind zum Schauen und Erkennen, zu einer Begegnung mit Kunst und Dichtung zu führen, verdienten heute mehr den je fortgesetzt zu werden[27].
- Die Mutter- und Koselieder sind kein weit verbreitetes Bilderbuch geworden. Daran mögen die pädagogisch-philosophische Betrachtung einerseits und auch die schlechten Verse andererseits ihre Schuld gehabt haben[28].
- A. Detmers Bücherliste von 1844 … führte die Koselieder bereits auf …, verkennt aber den geistigen Ort der Sammlung … Ähnlich wie bei Comenius' 'Orbis sensualium pictus' wurden so [Fröbels] 'Mutter- und Kose-Lieder' auf ein neutrales Geleis geschoben. Aber auch so, vielleicht sogar deswegen, wirkten sie als 'Ausdruck wahren Kinderlebens und Kindertreibens' in die Reformpädagogik um 1900 hinein und halfen mit, das Jahrhundert des Kindes einzuleiten[29].
- Es ist in der Tat ein wunderbares Buch, und die Beschäftigung mit Fröbel wird immer wieder zu ihm zurückkehren müssen, weil in ihm die pädagogischen Gedanken Fröbels in einfachster und zugleich unmittelbar anschaulicher Weise dargestellt sind[30].
- Die einleitenden gereimten Gebrauchsanweisungen für die Finger- und Handspiele zu den Versen, die ausführlichen Bedeutungserklärungen im Anhang wirken verwirrend und für den Nichteingeweihten oft lächerlich. Sie sind beladen mit dem pädagogisch-philosophischen Ideen FRÖBELS und halten formal diesem Inhalt nicht stand. Die Verse haben den naiven Reiz volkstümlicher Reime verloren und können sich nicht mit den zeitgenössischen Versen von Friedrich Güll (1812–1879) und Wilhelm Hey (1789–1854) messen[31].
- Ungeachtet der Möglichkeiten, die FRÖBELS Mutter- und Koselieder insgesamt in phänomenologischer Perspektive bieten, sei vor allem darauf hingewiesen: Die Texte und Bildtafeln der Mutter- und Koselieder tragen teilweise zu deutliche Spuren ihrer Zeit und dürften außerhalb eines historischen Interesses kaum noch sinnvolle Verwendung finden können[32].
- Zusammenfassend läßt sich also sagen, daß Fröbels 'Mutter- und Koselieder', so wie sie sind heute kaum noch Mütter zum selbständigen Gebrauch animieren können. Sie sollten aber immer wieder eine Richtschnur für alle im Vorschulischen Bereich professionell Tätigen sein. Voraussetzung dafür ist eine intensive Beschäftigung mit ihnen, die zwar anstrengend, aber auf jeden Fall lohnend ist[33].